# Церква Святих Апостолів Петра і Павла (Космач)
Церква Сятих Апостолів Петра і Павла  (Космач) — парафія і храм православної громади Косівського деканату Івано-Франківської єпархії Православної церкви України, дерев'яна гуцульська церква в с. Космач Івано-Франківської області, Україна, пам'ятка архітектури національного значення.

## Історія
Церква датована 1905 роком, побудована  будівельниками з села Соколівка. У радянський період церква  охоронялась як пам'ятка архітектури Української РСР (№ 1165). В храмі служили такі священники: Василь Романюк та Василь Гунчак. Використовується громадою Православної церкви України Після проголошення Незалежності України за церкву йшла суперечка між православними та УГКЦ, в результаті якої громада УГКЦ не змогла повернути церкву. В 2011-2012 роках виникла суперчка між громадою та церковною владою щодо заміни первинних хрестів на нові на куполах храму.

## Архітектура
Церква хрестоподібна в плані, трибанна. До п'ятигранного вівтаря  вівтаря прибудовано ризниці. Опасання розташоване навколо церкви на нахилених кронштейнах. Стіни над опасанням обшиті карбованою бляхою. Інтер'єр оздоблений олійним живописом стін.

## Дзвіниця
До складу пам'ятки входить триярусна квадратна, дерев'яна дзвіниця. Перший ярус оточує штроке опасання на кронштейнах.  Перший ярус зі зрубу, а верхні побудовані в каркасний спосіб. Дзвіниця вкрита шатровим дахом.

## Цікаві факти
Священник Церкви Святих Апостолів Петра і Павла Василь Романюк (майбутній патріарх Київський і всієї Руси-України УПЦ Київського Патріархату (1993—1995) хрестив В'ячеслава Чорновола.